# G-A-Y

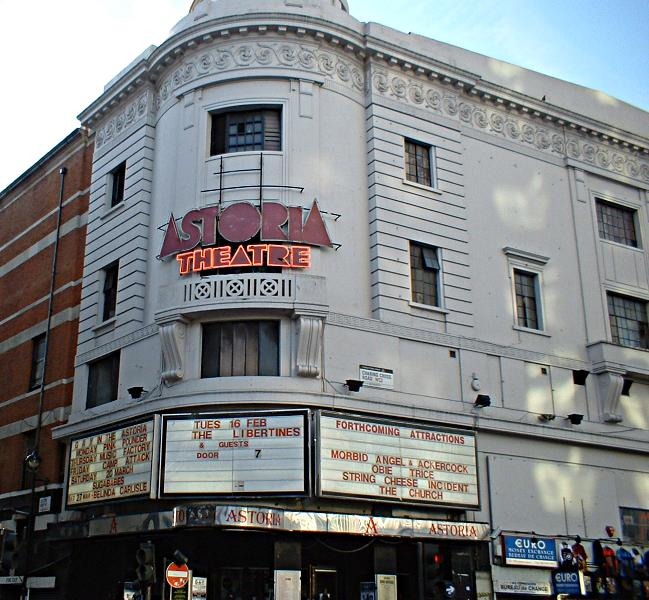

G-A-Y est une boîte de nuit gay de Londres, au Royaume-Uni. Située au théâtre London Astoria de 1993 à juillet 2008, elle est maintenant au sein du complexe homosexuel Heaven, près de Charing Cross. The Boston Globe la décrit comme « le plus grand club gay londonien » en 2004.